# 메트로폴리스

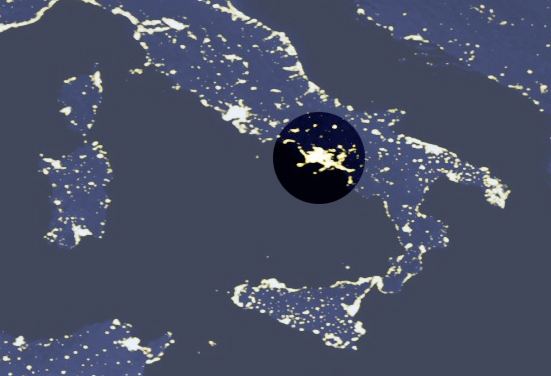
이탈리아의 메트로폴리스 나폴리.

메트로폴리스(metropolis)는 국가의 경제 · 문화의 중심이며, 또한 국제 협력의 허브가 되는 큰 도시이다. 대도시(大都市)라고 번역되기도 한다.
제2차 세계 대전 후 세계는 공업화를 추진하였고, 따라서 인구 집중 현상이 일어나면서 급격한 도시화를 초래하였다. 이러한 과정에서 어느 지역의 중심 도시와 주변의 중소 도시가 결합함으로써 하나의 거대 도시를 형성하는데, 이를 메트로폴리스라고 한다. 이 거대 도시가 더욱 비대하면 메갈로폴리스(megalopolis)로 발전하며 급기야는 세계 전체가 도시화하는 에큐메노폴리스(ecumenopolis)로 이행하게 된다.

## 같이 보기
- 메갈로폴리스
- 도시권
- 세계도시
- 메가시티
- 뉴어버니즘
- 스마트 성장
- 대중교통 지향 개발
- 도시 기후 리더십 그룹
- 생태도시

## 참고 자료
- 이 문서에는 다음커뮤니케이션(현 카카오)에서 GFDL 또는 CC-SA 라이선스로 배포한 글로벌 세계대백과사전의 내용을 기초로 작성된 글이 포함되어 있습니다.